# Amphisbetia megalocarpa
Amphisbetia megalocarpa är en nässeldjursart som först beskrevs av George James Allman 1886.  Amphisbetia megalocarpa ingår i släktet Amphisbetia och familjen Sertulariidae. Inga underarter finns listade i Catalogue of Life.